# Fındıcak, Mustafakemalpaşa
Fındıcak là một xã thuộc huyện Mustafakemalpaşa, tỉnh Bursa, Thổ Nhĩ Kỳ. Dân số thời điểm năm 2011 là 72 người.